# Макбрайд, Джон Эндрю
Джон Э́ндрю Макбра́йд (англ. Jon Andrew McBride; 14 августа 1943 — 7 августа 2024) — астронавт НАСА. Совершил один космический полёт на шаттле в качестве пилота: STS-41G (1984) «Челленджер», полковник ВМС США.

## Рождение и образование

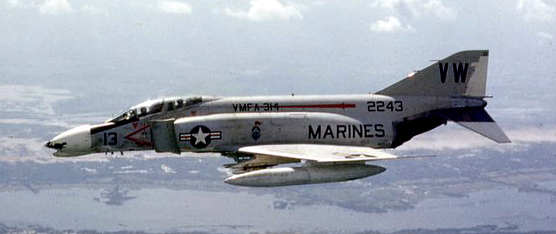
F-4 Phantom II в полёте.

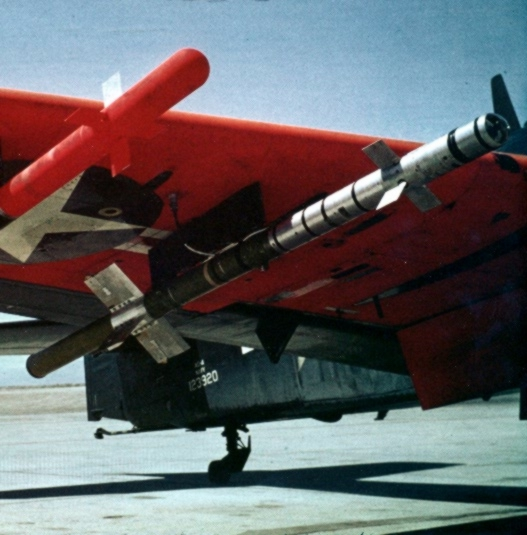
Ракета воздух-воздух Sidewinder-1.

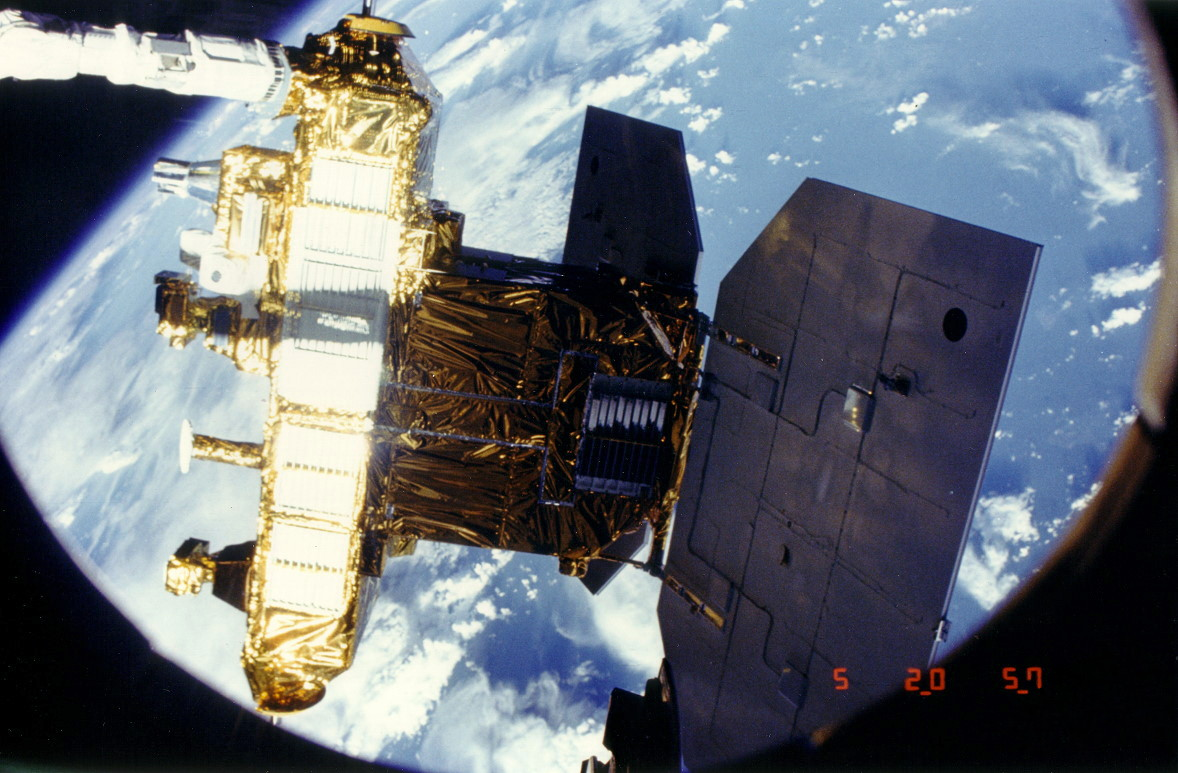
STS-41G.

Родился 14 августа 1943 года в городе Чарльстон в Западной Виргиния, но своим родным городом считает Бекли того же штата. В 1960 году окончил среднюю школу в Бекли. В 1960—1964 годах учился в Университете Западной Виргинии. В 1971 году окончил аспирантуру ВМС США и получил степень бакалавра наук по авиационной технике.

## До полёта
Службу в ВМС начал в 1965 году с летной подготовки на авиабазе Пенсакола во Флориде. Был направлен в 101-ю истребительную эскадрилью, базирующуюся на авиабазе Океана в Вирджинии. Летал на самолёте F-4 Phantom II. Затем был назначен в 41-ю истребительную эскадрилью, где в течение трех лет служил строевым летчиком и командиром дивизиона. Затем служил в составе 11-й и 103-й истребительных эскадрилий, во время службы в которых принимал участие в боевых действиях в Юго-Восточной Азии и выполнил 64 боевых вылета. Окончил Школу лётчиков-испытателей ВВС США на базе ВВС Эдвардс в Калифорнии. По окончании её был направлен в 4-ю испытательную эскадрилью на авиабазу ВМС Пойнт Мугу в Калифорнии. Служил офицером по техническому обслуживанию и руководителем проекта создания ракеты воздух-воздух Sidewinder. К 1979 году общий налет составлял около 8000 часов, из них более 4700 часов на реактивных самолетах. Имеет квалификацию пилота гражданской авиации, сертификат для полетов на многомоторных самолетах, на планерах и для полетов по приборам. Вышел в отставку в звании полковника ВМС в мае 1989 года.

## Космическая подготовка
16 января 1978 года зачислен в отряд астронавтов НАСА во время 8-го набора. Прошёл курс Общекосмической подготовки (ОКП) и в августе 1979 года был зачислен в Отдел астронавтов в качестве пилота шаттла.
Работал в Лаборатории электронного оборудования шаттла, был оператором связи с экипажем во время полетов STS-5, STS-6, и STS-7.

## Космический полёт
- Первый полёт — STS-41G[3], шаттл «Челленджер». C 5 по 13 октября 1984 года в качестве пилота. Продолжительность полёта составила 8 суток 5 часов 25 минут[4].

Был назначен командиром корабля «Колумбия» STS-61E, который должен был стартовать в марте 1986 года с астрофизической лабораторией ASTRO-1. Однако после катастрофы шаттла «Челленджер» в январе 1986 года, полет по программе STS-61E был отменен. В 1988 году был назначен командиром экипжа STS-35 с ASTRO-1, которая должна была состояться в марте 1990 года. Однако 12 мая 1989 года ушёл из отряда астронавтов и из НАСА. Общая продолжительность полётов в космос — 8 дней 5 часов 25 минут.

## После полётов
С сентября 1987 по март 1989 года работал помощником администратора НАСА по связям с конгрессом США. После ухода в отставку был президентом и главным исполнительным директором корпорации «Flying Eagle Corporation». В феврале 1998 года возглавил компанию «Image Development Group Inc.» в Чарльстоне.
Умер 7 августа 2024 года в возрасте 80 лет.

## Награды и премии
Награждён: Медаль «За отличную службу» (США), трижды — Воздушная медаль (США), Медаль за службу национальной обороне (США), Медаль «За службу во Вьетнаме», Орден «Легион почёта», Медаль «За космический полёт» (1984) и многие другие.

## Семья
Жена — Шэрон Линн Уайт, у них четверо детей. Увлечения: гольф, полёты, баскетбол, садоводство, плотницкие работы, нумизматика, любил готовить.